# Johnny Chase
Pour les articles homonymes, voir Drama et Chase.
Johnny « Drama » Chase est un personnage de la série télévisée Entourage de la chaine américaine HBO. Il est incarné par l'acteur Kevin Dillon.

## Biographie fictive
Johnny Drama est le demi-frère aîné de Vincent Chase. Comme son frère, il est acteur. Cependant, contrairement à Vince, il est considéré par beaucoup comme un « has-been ». Il est surtout connu pour son rôle de Tarvold dans la série télévisée « culte » Viking Quest et plus récemment dans une autre série, Five Towns, qui fera une très bonne audience. 
Dans la saison 1, on découvre que Drama n'a pas eu de rôles sérieux depuis 3 ans. Il se « recycle » comme cuisinier, coach sportif et diététicien pour son frère et ses « colocataires » : Eric et Turtle.
Drama est assez macho et pompeux mais peut être très chaleureux. Son jeu d'acteur est assez limité, très « marqué années 90 ». Il aime cependant se vanter de ses rôles passés, importants... ou pas ! Il a aussi fait quelques publicités
Il se raccroche beaucoup à son personnage de Tarvold dans Viking Quest, où il criait toujours « Victoire ! ». Il va chaque année au Comic-Con de San Diego, où il a malgré tout beaucoup d'admirateurs. Drama est toujours à la recherche de rôles. Il questionne toujours Vince pour savoir s'il y a un rôle pour lui dans son prochain film. Il apparaît donc dans les films Queens Boulevard et Medellin, réalisés par Billy Walsh.
Dans un épisode, Drama révèle qu'il a reçu un Razzie Award, prix qui récompense les « pires » acteurs, actrices, films, etc.

## Filmographie fictive
NB : les films et séries cités ci-dessous sont parfois abordés de manière très rapide dans les épisodes d'Entourage. De plus, comme le personnage de Drama est assez menteur, on peut douter de la véracité de sa filmographie.
| Année     | Titre                                             | Rôle                                            | Note(s) |
| --------- | ------------------------------------------------- | ----------------------------------------------- | --- |
| -         | Deux flics à Miami                                | Cocaine informant (Guest star)                  | |
| -         | The New New Love Boat                             | Merrill Stubing                                 | Épisode pilote jamais diffusé |
| 1987      | Barfly                                            | Extra (3 jours de tournage)                     | |
| 1988      | Plein pot                                         | Inconnu                                         | |
| 1988      | 227                                               | Inspecteur construction (Guest star)            | |
| 1989      | Campus Show                                       | un mec bourré (Guest star)                      | |
| 1989      | Booker                                            | un cadavre (Guest star)                         | |
| 1990      | Cop Rock                                          | Guest star                                      | |
| 1991      | La Loi de Los Angeles                             | un employé muet (Guest star)                    | |
| 1991      | Beverly Hills 90210                               | Eddie, l'harceleur de Donna Martin (Guest star) | |
| 1991      | Point Break                                       | un surfeur défoncé (non crédité)                | |
| 1993      | New York Police Blues                             | un cadavre (Guest star)                         | Kevin Dillon a réellement joué dans 3 épisodes de la série, dans le rôle de l'officier Neil Baker.                                                                     |
| 1993      | Melrose Place                                     | Guest star                                      | |
| 1993      | Amongst Friends                                   | Kid in Trunk                                    | |
| 1994      | The Crow                                          | petit rôle                                      | |
| 1994      | La Fête à la maison                               | le neveu de Jesse Katsopolis (Guest star)       | |
| 1994      | L'As de la crime                                  | Pédophile boulimique (Guest star)               | |
| 1994      | 227                                               | Guest star                                      | |
| 1994–1995 | Angela, 15 ans                                    | Guest star                                      | Drama mentionne dans le 1er épisode de la saison 7 d'Entourage un cascadeur qui est tombé durant le tournage.                                                          |
| 1995      | Cornelius and Son                                 | Recurring Guest star                            | |
| 1997      | Pacific Blue                                      | Officier Ross Harper (Guest star récurrente)    | |
| 1997      | Viking Quest                                      | Tarvold                                         | Premier grand rôle. Drama rencontre sur le tournage Vanessa Angel. |
| 1998      | Kissing a Fool                                    | Cubs Fan                                        | Ce vrai film a été réalisé par Doug Ellin, le créateur de la série. |
| 1998      | Star Trek : Voyager                               | un Klingon (Guest Star)                         | |
| 1999      | Nash Bridges                                      | le frère attardé (Guest star)                   | "Saison 3, épisode 7" (diffusion : 31 octobre 1997) |
| 2001      | Sept à la maison                                  | un nageur au lycée                              | |
| 2002      | Barbershop                                        | un client (non crédité)                         | Scenes cut from film. |
| 2003      | The Practice                                      | un employé (Guest star)                         | |
| 2004      | New York, unité spéciale                          | un cadavre (Guest star)                         | |
| 2004      | Preuve à l'appui                                  | braqueur de banque (Guest star)                 | |
| 2004      | Head On                                           | un gangster                                     | Film fictif dans lequel son demi-frère Vince tient le premier rôle. |
| 2004      | Jimmy Kimmel Live!                                | lui-même                                        | Émission télé où il débarque sur le plateau durant une interview de Vince.                                                                                             |
| 2005      | Queens Boulevard                                  | Bookie                                          | Film fictif dans lequel son demi-frère Vince tient le premier rôle. Drama a un tout petit rôle.                                                                        |
| 2005      | Pub TV pour la boisson énergisante chinoise       | sans nom                                        | Bref apparition dans une pub chinoise où Vince fait la promotion d'une boisson.                                                                                        |
| 2006      | Gotcha!                                           | lui-même                                        | |
| 2006–2009 | Five Towns                                        | Quinn                                           | Autre grand rôle de Drama. Série fictive de NBC sur des frères irlandais à New York, produite par Edward Burns. Après 3 saisons et 87 épisodes, Drama quitte la série. |
| 2007      | Rush Hour 3                                       | conducteur de bus français                      | Scènes fictives coupées. |
| 2007      | Medellín                                          | un général de l'armée américaine                | Film fictif dans lequel son demi-frère Vince tient le premier rôle. Drama a un tout petit rôle.                                                                        |
| 2008      | The View                                          | lui-même                                        | Le casting de la série Five Towns y participe. |
| 2010      | Gentleman : mode d'emploi (How to Be a Gentleman) | Bert                                            | Série fictive de CBS annulée après seulement 9 épisodes. |

## Anecdotes
- Drama est basé sur une connaissance de Mark Wahlberg, producteur de la série, Johnny Alves[1],[2].
- Dans sa chanson "So Bad", sur l'album Recovery (2010), Eminem cite Johnny Drama[3].
- Le parcours de Drama fait beaucoup penser à celui de son interprète Kevin Dillon : il a eu du mal à continuer sa carrière après quelques succès et a souvent été dans l'ombre de son frère, l'acteur Matt Dillon.